# Luci Aliè
|  | Per a altres significats, vegeu «Alienus (desambiguació)». |

Luci Aliè (en llatí Lucius Alienus) va ser un magistrat i polític romà del segle v aC.
Era edil de la plebs l'any 454 aC. És famós perquè va acusar Veturi (Veturius), el cònsol de l'any anterior, de quedar-se amb part del botí que havia guanyat a la guerra i que no va distribuir entre els soldats sinó que el va vendre per cobrir les necessitats de tresoreria de l'estat.